# Whitechapel (groupe)
Pour les articles homonymes, voir Whitechapel (homonymie).
Whitechapel est un groupe de deathcore américain, originaire de Knoxville, dans le Tennessee. Le nom du groupe s'inspire du quartier Whitechapel d'East London, en Angleterre, en référence aux séries de meurtres commises par Jack l'Éventreur. Le groupe comprend le chanteur Phil Bozeman, les guitaristes Ben Savage, Alex Wade, et Zach Householder, le bassiste Gabe Crisp. Formé en 2006 par Bozeman et Savage, le groupe compte au total sept albums studio, onze clips vidéo et est signé chez Metal Blade Records.

## Biographie

### Débuts etThe Somatic Defilement(2006–2007)
Le groupe est formé en février 2006 par Phil Bozeman, Brandon Cagle et Ben Savage dans le Tennessee. Ils sont alors rapidement rejoints par Alex Wade, Gabe Crisp et Derek Martin. Ils décident de nommer le groupe ainsi en référence à un quartier de Londres, Whitechapel, en référence aux séries de meurtres commises par Jack l'Éventreur. Une fois la formation complétée, le groupe commence à composer ses premiers titres et sort en mars de la même année sa première production, une démo sobrement nommée Whitechapel.
L'année suivante, le groupe signe avec le label Candlelight Records et y sort son premier véritable album studio, The Somatic Defilement. L'album a été enregistré avec le batteur Kevin Lane, Derek Martin ayant quitté le groupe peu avant l'enregistrement de l'album.

### This Is Exile(2007–2010)

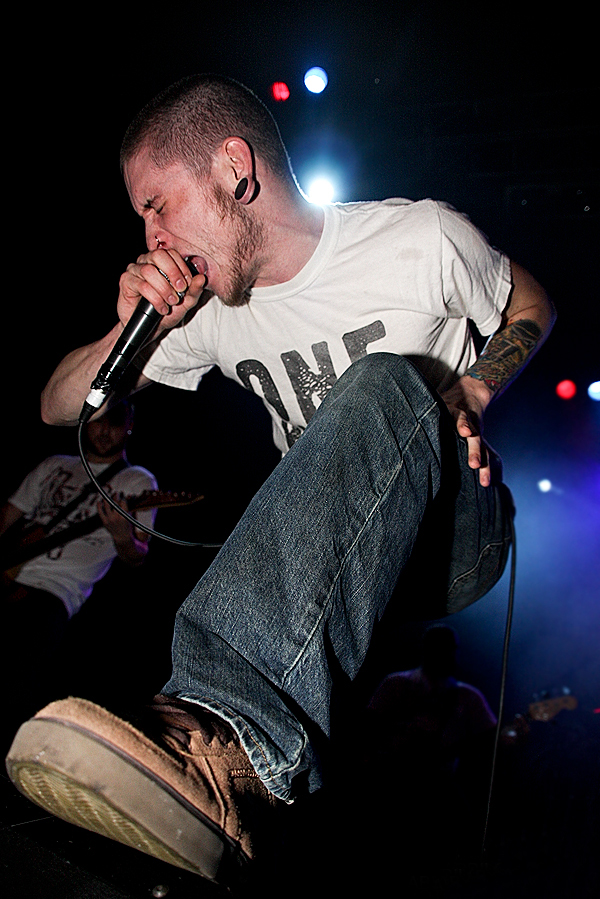
Phil Bozeman au Never Say Die, à Londres, en 2008.

En octobre 2007, le groupe quitte le label Candlelight Records pour signer avec Metal Blade Records. Le groupe y sort son deuxième album studio quelques mois après, This is Exile. L'album atteint la 118e place du Billboard Top 200.
En mai 2008, le groupe participe à la tournée The Summer Slaughter Tour pour promouvoir son nouvel album. Cette prestation sera suivie en août de la même année d'une tournée avec les groupes Impending Doom, A Different Breed of Killer et Through the Eyes of the Dead. Il s'agit de la première grande tournée du groupe. Ils participent ensuite au Vans Warped Tour au cours de l'été 2009 ainsi qu'au Never Say Die! tour avec les groupes Parkway Drive et Unearth. Ils participeront enfin à la fin de l'année au Hot Topic Stage avec les groupes Job for a Cowboy, Cannibal Corpse, Behemoth et The Black Dahlia Murder.

### A New Era of Corruption(2010–2011)
Whitechapel enregistre la suite de This Is Exile entre le 27 décembre et le 31 mars avec Jason Suecof. Le groupe annonce une sortie pour le début de 2010. Le titre de l'album est ensuite révélée comme étant A New Era of Corruption. Une chanson issue de A New Era of Corruption, intitulée, The Darkest Day of Man, est jouée sur scène avant la sortie de l'album. Des mois plus tard, elle est publiée en ligne. A New Era of Corruptionest publié le 8 juin 2010, et se vend à 10 600 exemplaires aux États-Unis la première semaine, puis atteint la 43e place du Billboard 200. Le 8 juin 2010, le groupe sort son troisième album studio, A New Era of Corruption.
Une nouvelle chanson de Whitechapel est en écoute sur la page Facebook du groupe. Le titre Section 8 apparaîtra sur le prochain EP de Whitechapel intitulé Recorrupted qui sortira en format digital le 8 novembre 2011 via Metal Blade Records,.

### RecorruptedetWhitechapel(2012–2013)
Whitechapel entreprend une tournée américaine appelée The Recorruptour avec Miss May I, After the Burial, Within the Ruins, The Plot in You et Structures entre mars et mai 2012. Whitechapel participe aussi au Mayhem Festival 2012.
Le groupe enregistre son quatrième album homonyme aux Audio Hammer Studios avec le producteur Mark Lewis, qui est publié le 19 juin chez Metal Blade Records, et atteint la 47e place du Billboard 200, avec près de 9 200 exemplaires vendus la première semaine,. Le premier single, intitulée Hate Creation, est publié le 30 avril sur la page YouTube de Metal Blade Records. Whitechapel annule sa tournée européenne avec August Burns Red et The Devil Wears Prada pour cause de maladie. Ils jouent à la tournée Brothers of Brutality en janvier et février avec The Plot in You, Obey the Brave, Unearth, et Emmure, puis en tête d'affiche à la tournée Don't Pray for Us" tour with Asking Alexandria, Motionless in White, Chimaira, et I Killed the Prom Queen.
Le 16 avril 2013, une édition remixée et remasterisée de leur premier album, The Somatic Defilement, est publié sur Metal Blade Records.

### Our Endless War(2013–2015)
Le groupe annonce sur Twitter et Instagram un nouvel album enregistré pour fin 2013. Le 31 août 2013, le groupe annonce la liste des titres de l'album. Le 26 février 2014, leur nouvel album est annoncé sous le titre Our Endless War ; leur premier single s'intitule The Saw is the Law. Le 20 février 2015, le groupe publie une vidéo de la chanson Let Me Burn.

### Mark of the Blade(2015-2025)
Le 13 septembre 2015, Phil Bozeman annonce officiellement sur YouTube l'écriture du nouvel album Mark of the Blade, qui sera publié le 24 juin 2016.

### Hymns in Dissonnance(2025)
Le 7 mars 2025, le groupe sort leur neuvième album studio nommé Hymns in Dissonance.

## Membres

### Membres actuels
- Phil Bozeman – chant (depuis 2006)
- Ben Savage – guitare (depuis 2006)
- Alex Wade – guitare (depuis 2006)
- Zach Householder – guitare (depuis 2007)
- Gabe Crisp – basse (depuis 2006)
- Brandon Zackey – batterie (depuis 2024)

### Anciens membres
- Kevin Lane – batterie (2007-2010)
- Brandon Cagle – guitare (2006-2007)
- Derek Martin – batterie (2006-2007)

- Ben Harclerode – batterie (2011-2017)

- Alex Rüdinger – batterie (2019-2021)

## Discographie

### Albums studio
- 2007 : The Somatic Defilement
- 2008 : This is Exile
- 2010 : A New Era of Corruption
- 2012 : Whitechapel
- 2014 : Our Endless War
- 2016 : Mark of the Blade

- 2019 : The Valley (album)

- 2021 : Kin

- 2025 : Hymns in Dissonance

### Démos
- 2006 : Demo 1
- 2006 : Demo 2

### EP
- 2011 : Recorrupted

## Vidéographie
- This Is Exile (2008) de l'album This is Exile
- Possession (2008) de l'album This is Exile
- Eternal Refuge (2009) de l'album This is Exile
- The Darkest Day Of Man (2010) de l'album A New Era of Corruption
- Breeding Violence (2011) de l'album A New Era of Corruption
- I, Dementia (2012) de l'album Whitechapel
- Possibilities of an Impossible Existence  (2012) de l'album |Whitechapel
- Our Endless War (2014) de l'album Our Endless War
- Let Me Burn (2014) de l'album Our Endless War
- Elitist Ones (2016) de l'album Mark of the Blade
- Bring Me Home (2016) de l'album Mark of the Blade
- When a Demon Defiles a Witch  (2019) de l'album The valley
- Hickory creek (2019) de l'album The valley